# Ceryx javanica
Ceryx javanica là một loài bướm đêm thuộc phân họ Arctiinae, họ Erebidae.